# Himpten
Ein Himpten (auch Himten, Himbten, Himt) war ein bis zur Mitte des 19. Jahrhunderts gebräuchliches Hohlraummaß für Getreide. Im Gebiet von Niedersachsen wurde das Maß auch mit Hempe, Hempte und Himpe bezeichnet. Eine geschriebene Form war Hemethe. Er entsprach meist einem halben Scheffel, also ca. 30 Liter.
 Mitunter wurde er auch als Flächenmaß für Ackerflächen genutzt, hierbei war ein Himpten Acker diejenige Fläche, die mit einem Himpten Getreide besät werden konnte.

## Hohlmaß
Als Hohlraummaß war ein Himpten:
- 27,445 Liter in Lauenburg, s. Tönnchen-Himten
- 27,481 Liter in Hamburg,
- 31,14477 Liter in Braunschweig[2],
  - Braunschweig: 1 Himten/Ratshimten = 1570,083 Pariser Kubikzoll = 31,14477 Liter[3]
  - Braunschweig: 40 Himten oder 40 Ratshimten = 1 Wispel[3]
  - Braunschweig 21 Ratshimten = 20 Randhimten (ehemals)[3]
- 31,152 Liter in Hannover,
- 32,969 Liter in Schaumburg-Lippe,
- 34,780 Liter in Schleswig-Holstein,
- 40,185 Liter in Kassel.

Die Maßkette war aber – abweichend von der obengen. Beziehung – z. B. in Hamburg für die Waren Weizen, Roggen und Erbsen
- 1 Scheffel = 2 Fass = 4 Himpten = 16 Spint = 64 Maß = 128 kleine Maß

für Gerste und Hafer rechnete man sogar
- 1 Scheffel = 6 Himpten = 24 Spint = 96 Maß = 192 kleine Maß

Das Spint war regional sehr unterschiedlich (von 4 4/9 Liter in Bremen bis 21 2/5 Liter im Herzogtum Holstein), so dass auch der Himpten verschiedene Werte aufwies.

## Gewichtsmaß
Als Gewichtsmaß galt der Himpten nur sehr indirekt. So wusste man, dass ein Himpten Roggen zum Beispiel ca. 21,5 kg wog, Weizen ca. 13,4 kg, Gerste ca. 18,7 kg und Hafer ca. 13,6 kg.

## Flächenmaß
Als Flächenmaß war der Himpten oft ein halber Morgen, ca. 25 ar.